# Richard Doell (Geophysiker)
Richard Rayman Doell (* 28. Juni 1923 in Oakland, Kalifornien; † 6. März 2008 in Point Richmond, Kalifornien) war ein US-amerikanischer Geophysiker, der mit Allan V. Cox und Brent Dalrymple die Zeitskala der Umkehrungen des Erdmagnetfeldes erstellte, was bei frühen Beweisen der Plattentektonik Mitte der 1960er Jahre durch Frederick Vine und Drummond Hoyle Matthews verwendet wurde.
Doell wuchs im kalifornischen Carpinteria auf und studierte von 1940 bis 1943 an der University of California, Los Angeles Geologie und nach Wehrdienst bei der Infanterie im Zweiten Weltkrieg an der University of California, Berkeley, mit dem Bachelor-Abschluss in Geologie 1952 und mit der Promotion in Geophysik 1955. Nachdem er an der University of Toronto (Lecturer in Geophysik 1955/56) und 1956 bis 1958 am Massachusetts Institute of Technology (Assistant Professor) gelehrt hatte, ging er 1959 zum United States Geological Survey (USGS) in Menlo Park. Dort begann seine Zusammenarbeit mit Allan Cox und später Brent Dalrymple über den Paläomagnetismus in Gesteinen und die Bestimmung der Zeitpunkte der Umkehrungen des Erdmagnetfeldes. Von 1967 bis 1971 leitete er die Abteilung theoretische Geophysik beim USGS. 1978 ging er beim USGS in den Ruhestand. Im Ruhestand widmete er sich Segeltouren nach Alaska, Polynesien und Nordeuropa und heiratete 1984.
1970 erhielt er den Vetlesen-Preis. Er war Mitglied der National Academy of Sciences (1969) und Präsident der Sektion Geomagnetismus und Paläomagnetismus der American Geophysical Union von 1968 bis 1970.

## Schriften
- mit Cox, Dalrymple Reversals of the earth´s magnetic field, Scientific American, Band 216, 1967